# Sarothroceras rhomboidea
Sarothroceras rhomboidea är en fjärilsart som beskrevs av Gustav Weymer 1892. Sarothroceras rhomboidea ingår i släktet Sarothroceras och familjen nattflyn. Inga underarter finns listade.